# Arizona State Route 210
Die Arizona State Route 210 (kurz AZ 210) ist eine State Route im US-Bundesstaat Arizona, die auch als Barraza-Aviation Parkway bekannt ist. Sie ist mit derzeit 6,3 km Länge verhältnismäßig kurz und liegt im Stadtgebiet von Tucson. Sie ist auf  2 × 2 Fahrstreifen ausgebaut.

## Verlauf
Die State Route beginnt am Broadway Boulevard in Tucson und endet an der Golf Links Road in der Nähe der Davis-Monthan Air Force Base. Dabei verläuft sie an der Bahnstrecke der Union Pacific Railroad entlang und parallel zur Interstate 10. Zwischen dem Broadway Boulevard und dem Kino Parkway ist die AZ 210 als sechsspurige Schnellstraße ausgebaut und bis zur Golf Links Road gibt es mehrere Ampelkreuzungen an dem dann vierspurigen Highway.

## Zukunft
Es existieren verschiedene Ausbaupläne für die Arizona State Route 210: So soll die State Route unter anderem mit der I-10 verbunden werden, darüber hinaus ist ein durchgehender Ausbau auf vier Fahrspuren pro Richtung geplant.